# Plauen
Plauen (pronunciació alemanya: [ˈplaʊən]; en txec: Plavno) és una ciutat situada a l'estat de Saxònia, a Alemanya, amb una població d'uns 65.000 habitants. És la cinquena ciutat més gran de Saxònia, després de Leipzig, Dresden, Chemnitz i Zwickau, la segona ciutat més gran del Vogtland després de Gera, així com la ciutat més gran del Vogtland saxó (alemany: Sächsisches Vogtland). La ciutat es troba al riu Elster Blanc (Weiße Elster; un afluent del Saale). Plauen és la ciutat més al sud-oest d'una sèrie de ciutats situades a l'avantpaís densament poblat de les muntanyes Elster i Ore, que s'estén des de Plauen al sud-oest passant per Zwickau, Chemnitz i Freiberg fins a Dresden al nord-est. És la capital del districte de Vogtland. Plauen limita amb Turíngia al nord, i també està situat a prop de la frontera saxona amb Baviera (Francònia) i la República Txeca (Bohèmia).

## Història

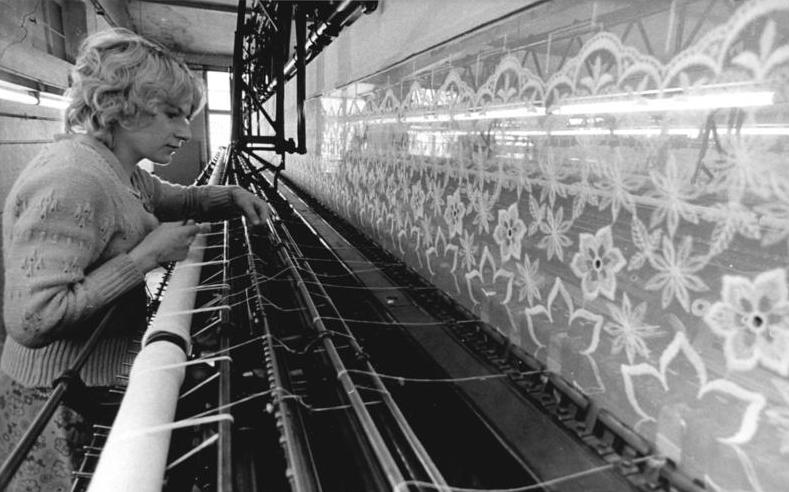
Fàbrica de cortines d'encaix, 1980

Plauen va ser fundada pels eslaus polabis al segle XII com a "Plawe" i va passar al Regne de Bohèmia el 1327. La ciutat va ser capturada per l'arquebisbe de Magdeburg, Lippold von Bredow, el 1384. El 1466, va passar al Ducat de Saxònia i més tard el 1569 a l'Electorat de Saxònia. Plauen es va incorporar al Regne de Saxònia el 1806 durant les guerres napoleòniques, i el 1871 va passar a formar part de l'Imperi Alemany.
A finals del segle XIX, Plauen es va convertir en un centre de fabricació tèxtil, especialitzat en puntes químiques, anomenades puntes de Plauen. Al voltant de 1910, Plauen, com a ciutat industrial de ràpid creixement de la regió, va assolir el seu pic de població (cens de 1910: 121.000, 1912: 128.000). La població de Plauen, però, es va reduir dràsticament des de la Segona Guerra Mundial (1939: 111.000 habitants). Durant la guerra, els nazis van operar una presó a la ciutat, i tres subcamps del camp de concentració de Flossenbürg. Va ser ocupada per les tropes nord-americanes el 16 d'abril de 1945 però va ser deixada a l'Exèrcit Roig l'1 de juliol de 1945. A partir de 1945, Plauen va caure a la zona d'ocupació soviètica d'Alemanya, que després esdevingué la República Democràtica Alemanya (1949-1990). Plauen va acollir una gran guarnició d'ocupació de l'Exèrcit Roig i, en els últims anys de la RDA (DDR), una escola d'oficials de la Guàrdia Fronterera ("Grenztruppen der DDR"). La primera manifestació massiva contra el règim comunista a la RDA va començar a Plauen el 7 d'octubre de 1989; aquest va ser l'inici d'una sèrie de manifestacions massives a tot el país i, finalment, va portar a la reunificació d'Alemanya el 1990. A la reforma del districte de l'1 de juliol de 2008, Plauen va perdre el seu estatus de districte urbà i es va fusionar amb el districte Vogtlandkreis.

Estació de Plauen.

## Ciutats agermanades
La ciutat de Plauen és agermanada amb:
- Aš, R. Txeca (1962)
- Steyr, Àustria (1970)
- Hof, Alemanya (1987)
- Siegen, Alemanya (1990)
- Cegléd, Hongria (2005)
- Pabianice, Polònia (2006)
- Šiauliai, Lituània (2010)

## Fills il·lustres

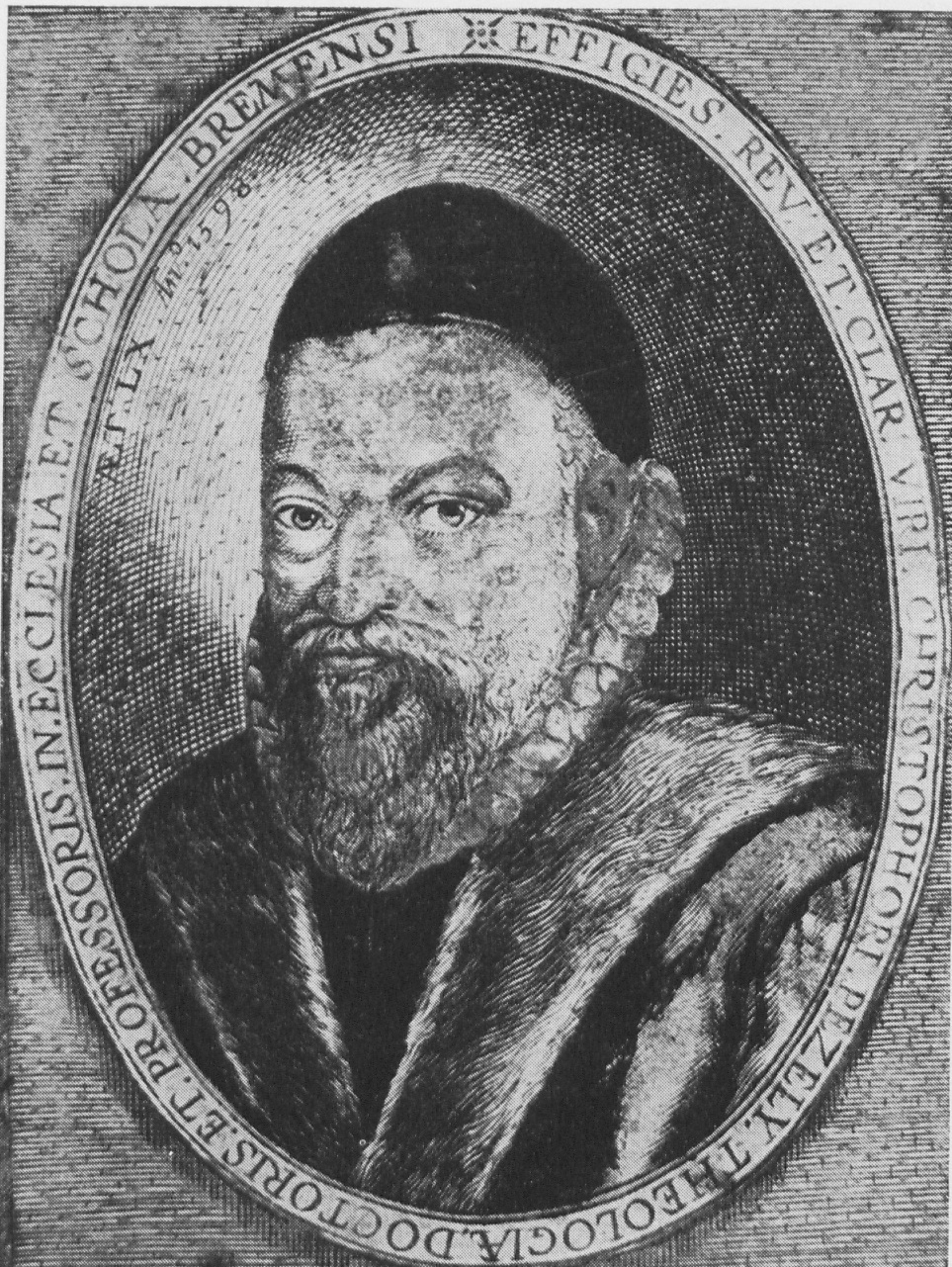
Christoph Pezel 1598

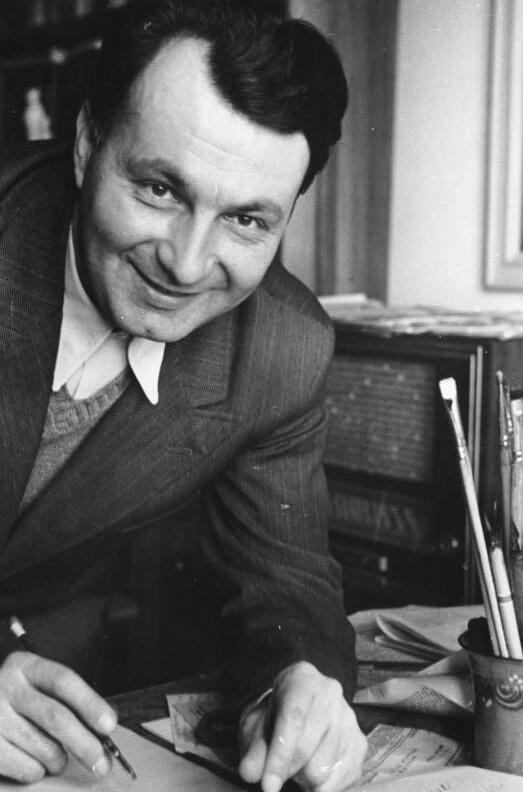
E. O. Plauen 1943

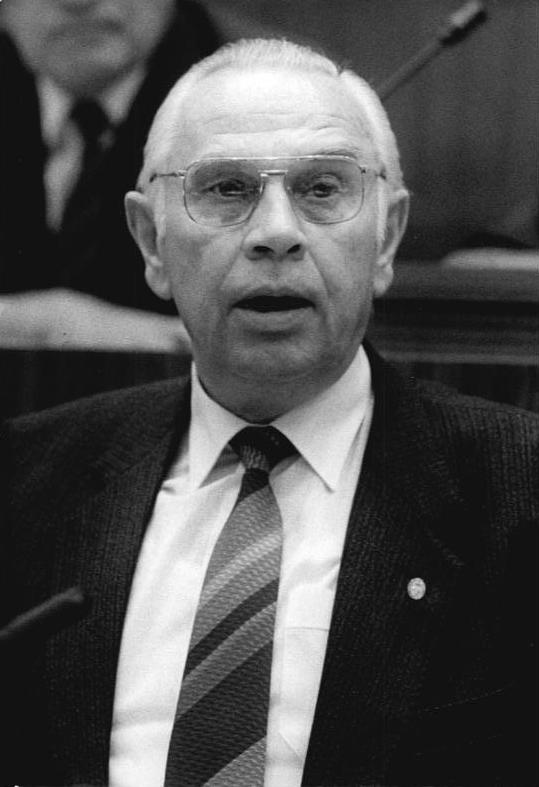
Horst Dohlus 1986

- Heinrich von Plauen (1370–1429), Gran Mestre dels Cavallers Teutònics
- Christoph Pezel (1539–1604), teòleg
- Johann von Mayr (1716–1759), general prussià
- Ferdinand Gotthelf Hand (1786–1851), filòleg
- Eduard Friedrich Poeppig (1798–1868), botànic, zoòleg i explorador
- Gustav Hartenstein (1808–1890), filòsof
- Charles Beyer (1813–1876), dissenyador i enginyer de locomotores
- Emil Kautzsch (1841–1910), teòleg
- Arwed Rossbach (1844–1902), arquitecte a Leipzig
- Hermann Vogel (1854–1921), il·lustrador
- Kurt Helbig (1901–1975), aixecador de peses
- Friedrich Hielscher (1902–1990), sof religiós, escriptor i lluitador de la resistència contra el nazisme
- E.O. Plauen (1903–1944), dibuixant
- Paul Wessel (1904–1967), polític (SED)
- Egon Zill (1906–1974), comandant nazi de les SS del camp de concentració de Flossenbürg
- Werner Hartenstein (1908–1943), comandant de l'U-156 en temps de guerra
- Walter Ballhause (1911–1991), fotògraf
- Horst Dohlus (1925–2007), funcionari del SED
- Karl Richter (1926–1981), director d'orquestra, organista i clavecinista
- Hans Otte (1926–2007), compositor i pianista
- Klaus Zoephel (1929–2017), compositor i director d'orquestra
- Klaus Zink (1936), futbolista
- Angelika Bahmann (1952), piragüista d'eslàlom, campiona olímpica
- Kornelia Ender (1958), nedadora, campiona olímpica
- Volker Eckert (1959-2007), assassí en sèrie
- Matthias Freihof (1961), actor i director de televisió
- Andrea Stolletz (1963), jugadora d'handbol
- Olaf Schubert (1967), còmic i músic
- Martin Dulig (1974), polític (SPD)
- Philip Geipel (1986), pilot de carreres
- Christian Bahmann (1981), piragüista d'eslàlom
- Christin Zenner (1991), nedador
- Kassem Taher Saleh (1993), polític (Alliance 90/Els Verds)

## Ciutadans d'honor
- Martin Mutschmann, 1933 (revocat el 1945)[8]

## Galeria

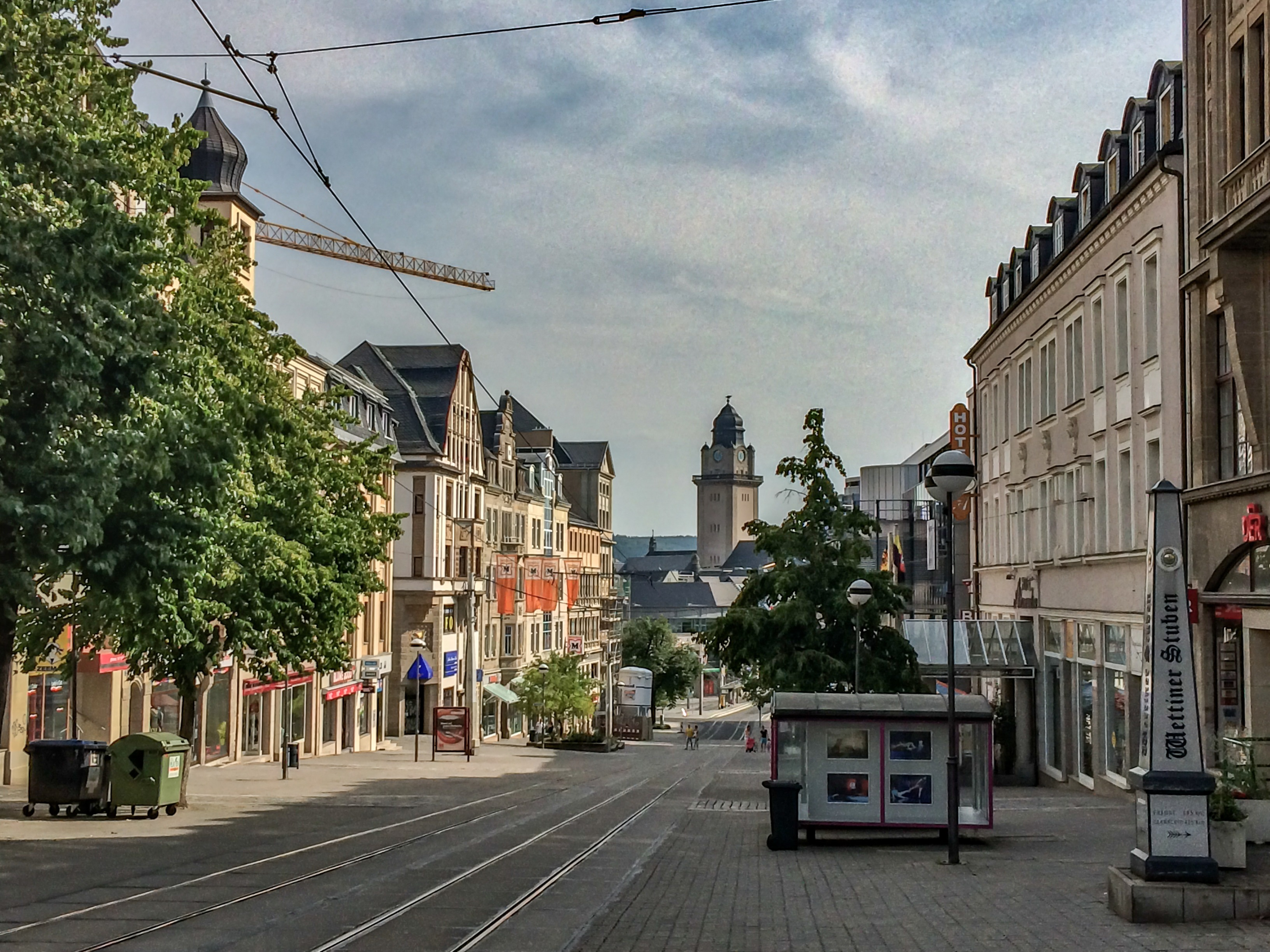
Centre històric de Plauen
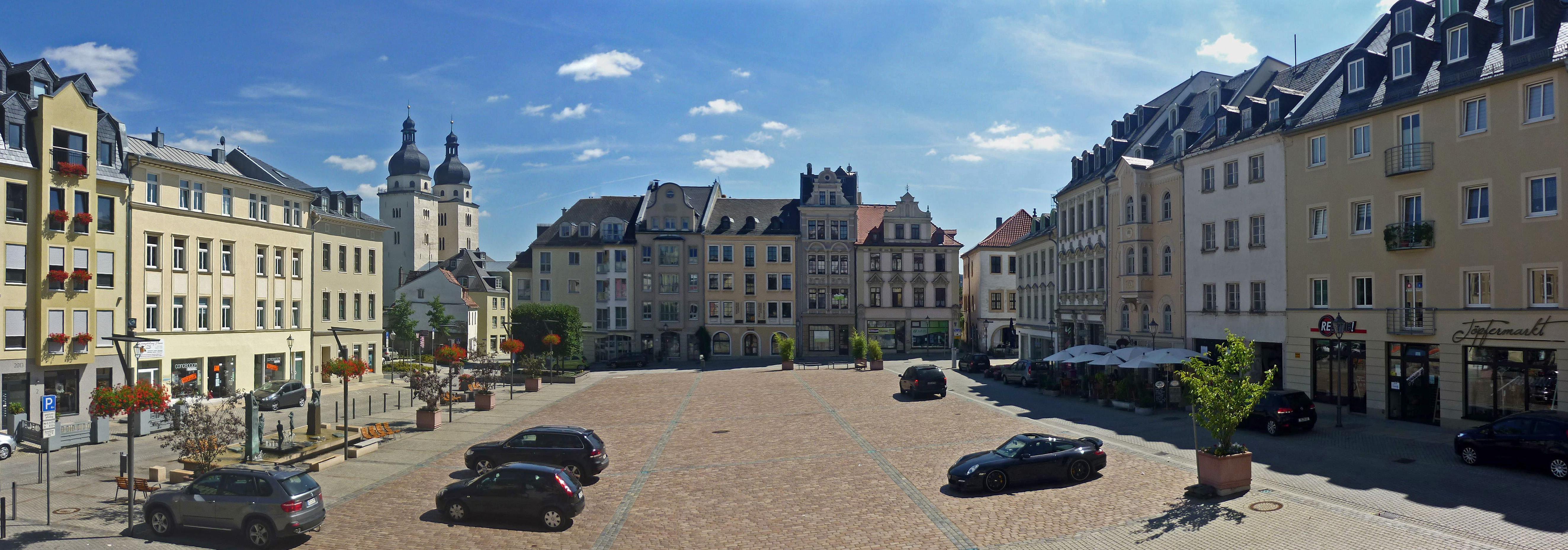
Plaça de l'antic mercat
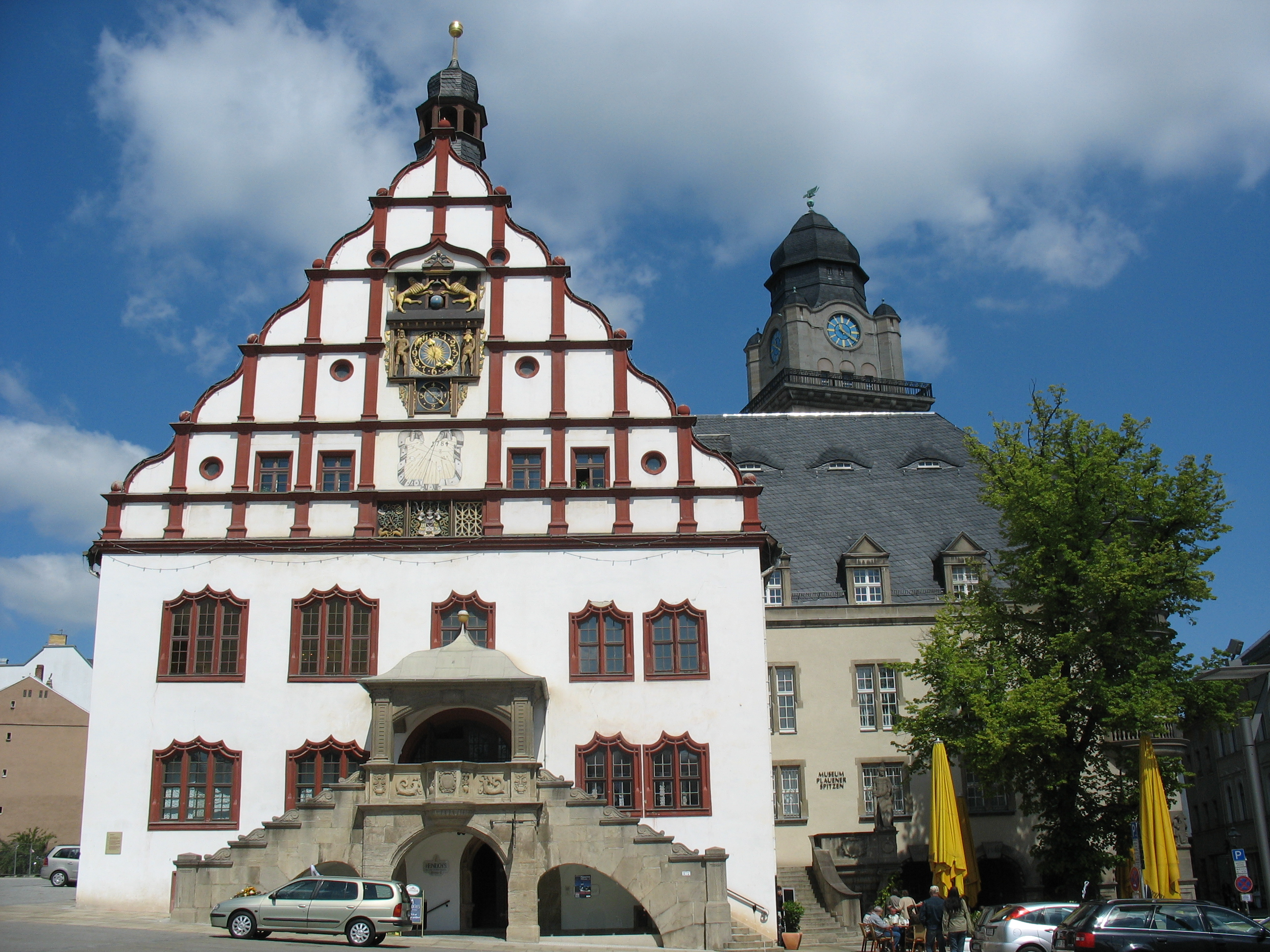
Antic ajuntament
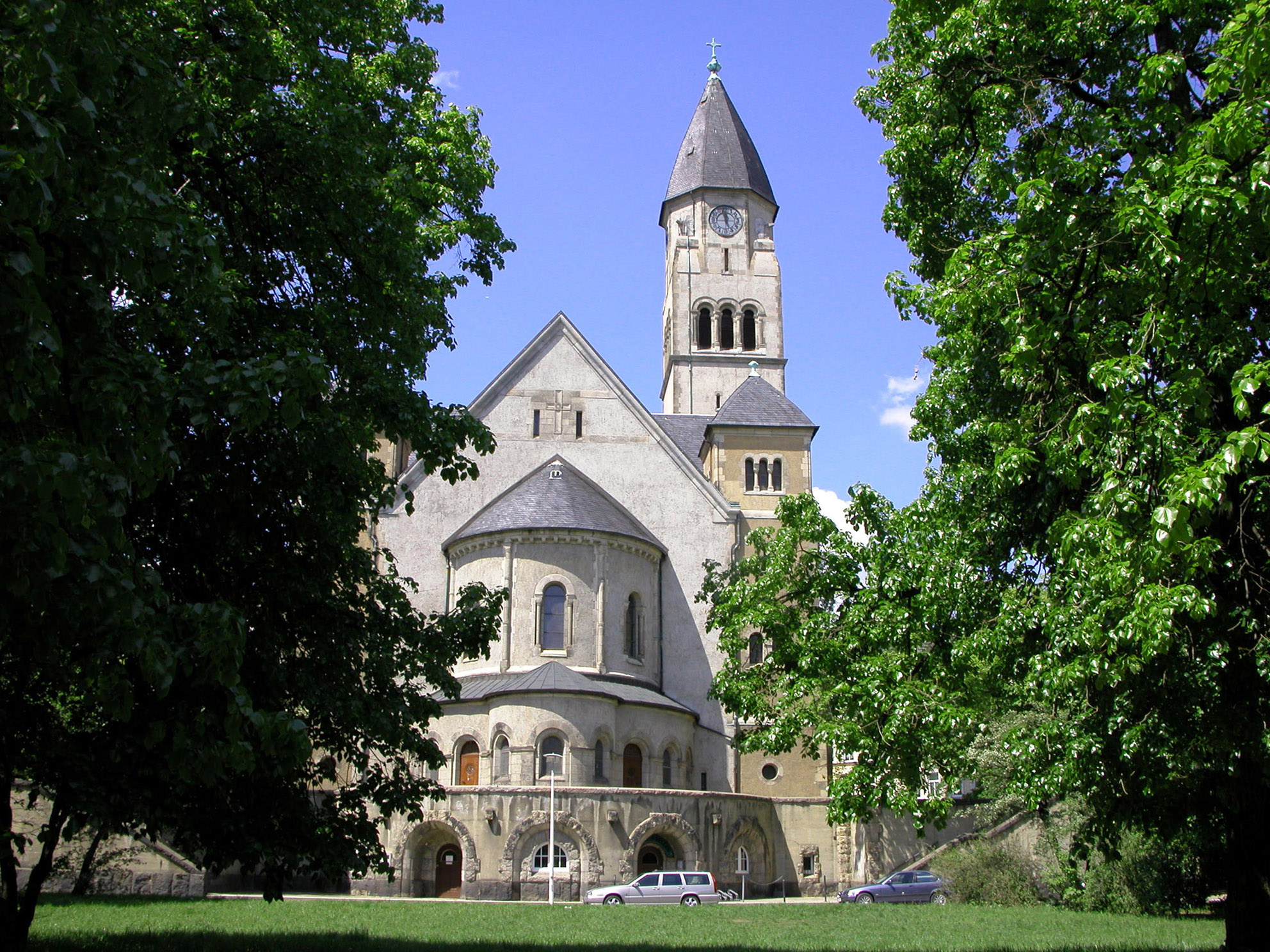
Església de St. Mark
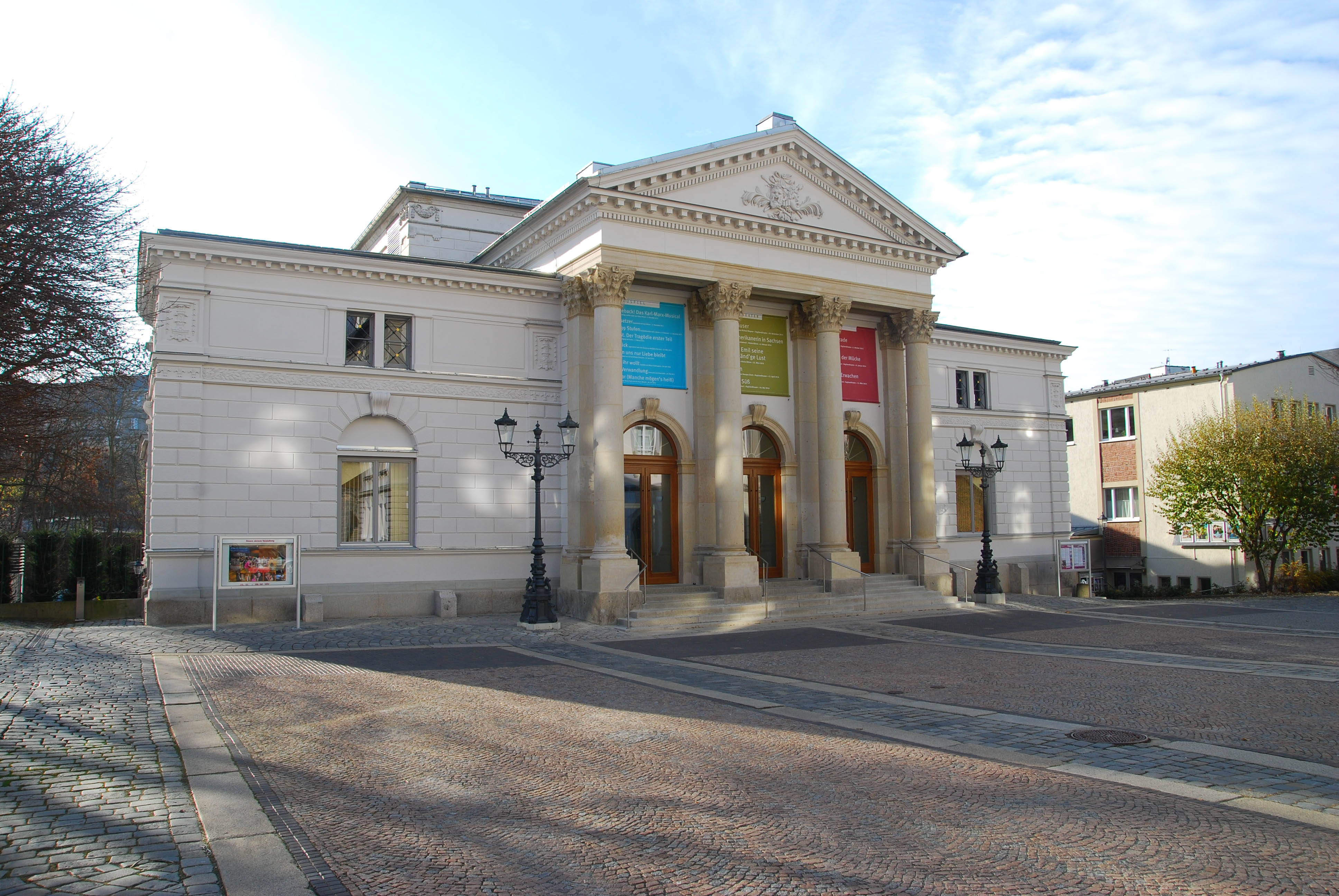
Vogtlandtheater
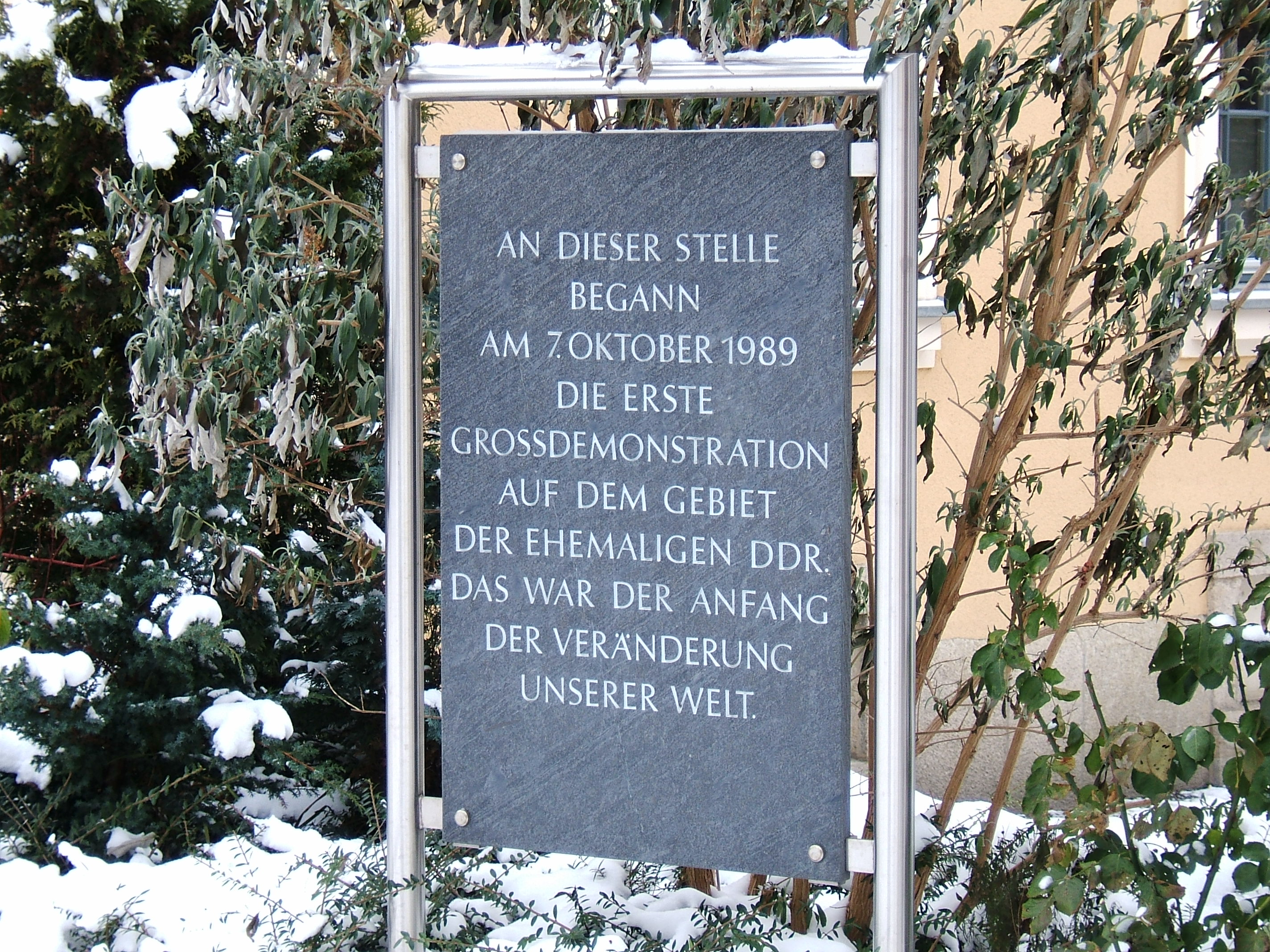
Placa commemorativa a Plauen de la manifestació multitudinària de 1989